# Anatol Petrytsky
Anatol Petrytsky, nascido em 12 de fevereiro de 1895, falecido a 6 de março de 1964, foi um pintor, decorador de teatro e desenhista de livros ucraniano.

## Biografia
Anatol Petrytsky nasceu em Kiev em 1895, a 31 de janeiro de acordo com o calendário juliano, e a 12 de fevereiro de acordo com o calendário gregoriano. Ele é filho de um trabalhador ferroviário.
Ele estudou de 1912 a 1918 na escola de arte de Kiev. Ele foi aluno de Fedir Krychevsky. Ao mesmo tempo, ele também estudou no estúdio de Alexander Murashko.
A pintura Deficientes de Anatol Petrytsky foi apresentada na Bienal de Veneza em 1930.
Ele também projetou os cenários para o Teatro Bolshoi em Moscovo, o Teatro Malyi, a Ópera Almaty em 1942-1943 e a Ópera de Kiev entre 1945 e 1959.

## Estilo e obras
Na pintura, o estilo de Petrysky foi inicialmente claramente influenciado pelo cubismo e pelo futurismo.
Nos cenários que criou para o teatro, muitas vezes combinava meios convencionais com elementos tradicionais ucranianos.
Impelido a respeitar os padrões do realismo soviético imposto, ele continuou a adicionar um colorido nacional ucraniano aos seus trajes e decorações.